# Crottendorf
Crottendorf è un comune di 4.409 abitanti della Sassonia, in Germania.
Appartiene al circondario dei Monti Metalliferi (targa ERZ).

## Storia
Il 1º gennaio 1999 al comune di Crottendorf venne aggregato il comune di Walthersdorf.